# Сатис (Дивеевский район)
Са́тис — посёлок в Дивеевском районе Нижегородской области, административный центр Сатисского сельсовета.

## География
Расположен на реке Сатис (правый приток реки Мокша, бассейн Оки), в 160 км к югу от Нижнего Новгорода, в 12 км к югу от районного центра — села Дивеево.
На землях Сатиса находится природный заповедник, но название присвоено «Мордовским».

## История
Вплоть до середины XIX века район нынешнего посёлка Сатис оставался незаселённым. Территорию покрывали густые леса. Владельцем окрестных земель являлся в то время надворный советника Навроцкий.
В 1864 году Навроцкий построил на своих угодьях винокуренный завод и сдал его в аренду ардатовским (Ардатов Нижегородской области) купцам Лашкиным. Возле завода возник небольшой посёлок, в котором жили рабочие и служащие.

## Население
| 2002 | 2010  |
| ---- | ----- |
| 3091 | ↘2652 |

## Предприятия
- Технопарк «Кванториум»
- Технопарк «Система».
- Технопарк «Intel».
- «Дивеевский мясокомбинат» (закрыт в настоящее время).
- В посёлке расположено отделение Почты России (индекс 607328).[3]